# Stadlberg
Stadlberg je naselje v Občini Stall v Okraju Špital ob Dravi  na Koroškem v Avstriji.